# Kozma György (labdarúgó)
Kozma György (Tápé, 1952. november 19. –) labdarúgó, középpályás. A sportsajtóban Kozma II néven szerepelt.

## Pályafutása
1970 és 1980 között a SZEOL AK labdarúgója volt. Az élvonalban 1971. március 28-án mutatkozott be a Videoton ellen, ahol 1–1-es döntetlen született. Az élvonalban 68 mérkőzésen szerepelt és hat gólt szerzett. 1980-ban a Szegedi Dózsa játékosa lett.

## Sikerei, díjai
magyar ifi válogatott, és B válogatott